# 五十嵐勝久
五十嵐 勝久（いがらし かつひさ、1974年 - ）は、日本の副業アドバイザー/アルゴ株式会社代表取締役。アフィリエイト媒体の運営をはじめ、企業・個人のネットプロモーションコンサルティング、アプリ開発、FXシストレプログラムの開発などの業務を行う。所属事務所はアドライフ。

## 略歴
秋田県生まれ。中央大学経済学部を卒業。地方銀行に務めたのち証券会社、FX会社に勤務。営業をはじめ、企画やマーケティングなどのさまざまな部署で業務を経験。アフィリエイトを中心とする副業をサラリーマン時代から開始。40歳で会社を辞めて起業。現在はアフィリエイト・ECサイト運営、企業のプロモーションコンサルティング、Web制作・システム開発業務などを手がける。
自身の経験をもとに、ブログを使ったアフィリエイトのノウハウをまとめた書籍を2016年4月に出版。月刊誌『FX攻略.com』ではMT4を中心としたシステムトレードの記事を連載中。

## 著書
- アナログ文系サラリーマンでもできる！ アフィリエイトで月20万円稼ぐ方法（KADOKAWA、2016年4月）
- ガラケー男がネット副業で年収5000万円（扶桑社、2016年4月）

## 連載
- FX攻略.com（株式会社Wa plus）2015.11月－

## メディア出演・掲載
- BIG tomorrow（青春出版社）
- Yen SPA!（扶桑社）
- 週刊 SPA!（扶桑社）
- ハーバービジネスオンライン（扶桑社）
- FX攻略.com（株式会社Wa plus）